# Брукк-Мюрццушлаг
Брукк-Мюрццушлаг (нем. Bruck-Mürzzuschlag) — округ в Австрии. Административный центр округа — город Брукк-ан-дер-Мур. Округ входит в федеральную землю Штирия. Занимает площадь 2155 км². Население 100 306 чел. Плотность населения 47 человек/км².
Округ был образован 1 января 2013 года в результате слияния округов Брукк-ан-дер-Мур и Мюрццушлаг. В результате административно-территориальной реформы Штирии (1 января 2015 года) количество коммун, входящих в состав округа, сократилось с 37 до 19.

## География

### Административно-территориальное деление
1. Афленц
2. Брайтенау-ам-Хохланч
3. Брукк-ан-дер-Мур
4. Капфенберг
5. Киндберг
6. Криглах
7. Лангенванг
8. Мариацелль
9. Мюрццушлаг
10. Нойберг-ан-дер-Мюрц
11. Пернегг-ан-дер-Мур
12. Санкт-Барбара-им-Мюрцталь
13. Санкт-Лоренцен-им-Мюрцталь
14. Санкт-Марайн-им-Мюрцталь
15. Шпиталь-ам-Земмеринг
16. Штанц-им-Мюрцталь
17. Тёрль
18. Трагёс-Занкт Катарайн
19. Турнау

### Административно-территориальное деление (до1 января2015 года)
1. Афленц-Курорт
2. Афленц-Ланд
3. Аллерхайлиген-им-Мюрцталь
4. Альтенберг-ан-дер-Ракс
5. Брайтенау-ам-Хохланч
6. Брукк-ан-дер-Мур
7. Этмисль
8. Фрауэнберг
9. Ганц
10. Гусверк
11. Хальталь
12. Капеллен
13. Капфенберг
14. Киндберг
15. Криглах
16. Лангенванг
17. Мариацелль
18. Миттердорф-им-Мюрцталь
19. Мюрцхофен
20. Мюрцштег
21. Мюрццушлаг
22. Нойберг-ан-дер-Мюрц
23. Оберайх
24. Паршлуг
25. Пернегг-ан-дер-Мур
26. Санкт-Ильген
27. Санкт-Катарайн-ан-дер-Ламинг
28. Санкт-Лоренцен-им-Мюрцталь
29. Санкт-Марайн-им-Мюрцталь
30. Санкт-Зебастиан
31. Шпиталь-ам-Земмеринг
32. Штанц-им-Мюрцталь
33. Тёрль
34. Трагёс
35. Турнау
36. Файч
37. Вартберг-им-Мюрцталь

### Соседние округа
| С-З | Леобен | Грац-Умгебунг | Вайц       | С-В |
| З   | Лицен  | Роза ветров   |            | В   |
| Ю-З | Шайбс  | Лилиенфельд   | Нойнкирхен | Ю-В |